# مراد علي محمد عبدالحي
مراد علي محمد عبدالحي هو سياسي يمني، تولى منصب  وزير النقل ‏ في حكومة بحاح منذ 7 ديسمبر 2015.
| المناصب السياسية           | المناصب السياسية                           | المناصب السياسية   |
| -------------------------- | ------------------------------------------ | ------------------ |
| سبقه بدر محمد مبارك باسلمة | وزير النقل ‏ 7 ديسمبر 2015 - ٢٤ سبتمبر ٢٠١٧ | تبعه صالح الجبواني |